# Symmorphus canadensis
Symmorphus canadensis är en stekelart som först beskrevs av Henri Saussure 1855.  Symmorphus canadensis ingår i släktet vedgetingar, och familjen Eumenidae. Inga underarter finns listade i Catalogue of Life.